# Neuroptera
Neuroptera, sau neuropterele, nevropterele (din limba greacă, neuron, „nerv” și pteron, aripă) reprezintă un ordin de insecte endopterigote (cu metamorfoză completă). Ordinul conține aproximativ 6000 de specii. 